# Ivan Tasovac
Ivan Tasovac (prononcer Tassovats, en serbe cyrillique : Иван Тасовац), né le 21 juin 1966 à Belgrade et mort le 29 septembre 2021 dans la même ville, est un pianiste yougoslave puis serbe. 
Du 2 septembre 2013 au 11 août 2016, il est ministre de Culture et des Médias dans le gouvernement d'Ivica Dačić et celui d'Aleksandar Vučić.
Ivan Tasovac a été directeur de l'Orchestre philharmonique de Belgrade.

## Biographie
Ivan Tasovac naît le 21 juin 1966 à Belgrade ; son père est l'acteur Predrag Tasovac et sa mère, Marija, est professeure de piano à l'école de musique Stevan Mokranjac. Il étudie au Conservatoire Tchaïkovski de Moscou, dans la classe de Sergueï Dorenski ; il sort de ce conservatoire avec un master,,.

### Carrière musicale
Au cours de sa carrière professionnelle, il joue en soliste et avec des orchestres notamment en Italie, en Suisse, en Espagne, en Irlande, aux États-Unis, en Russie, en Belgique et dans les pays de l'ex-Yougoslavie. En 2001, il devient le directeur de l'Orchestre philharmonique de Belgrade, qui, à son initiative, réalise une tournée aux États-Unis en 2014,.

### Ministre
En 2013, une crise politique provoque des tensions au sein de la coalition gouvernementale issue des élections législatives serbes de 2012. Ivica Dačić exclut le parti Régions unies de Serbie (URS) de son gouvernement et, notamment, son représentant le plus éminent, président de ce parti et ministre des Finances et de l'Économie, Mlađan Dinkić. Le 2 septembre 2013, Ivan Tasovac est officiellement élu ministre de la Culture et des Médias.

### Autres
En 2009, Ivan Tasovac a été membre du jury de l'émission « Ja imam talenat » (« J'ai du talent »), variante serbe de l'émission internationale Got Talent. En 2011, l'hebdomadaire serbe Vreme l'a désigné comme « personnalité de l'année ».